# Xenosciomyza turbotti
Xenosciomyza turbotti is een vliegensoort uit de familie van de Helosciomyzidae. De wetenschappelijke naam van de soort is voor het eerst geldig gepubliceerd in 1955 door Harrison.